# Constantin Iotzu
Constantin Iotzu (Kruševo, 28 maggio 1884 – Bucarest, 1º agosto 1962) è stato un architetto romeno di etnia aromena.
Fu un esponente significativo dell'architettura revivalista neo-romena, uno stile nazionale romeno iscrivibile nell'Art Nouveau. 

## Biografia
Fu allievo e collaboratore di Ion Mincu; nel 1916 portò a termine l'edificio, progettato da Mincu, della Banca Comerțului, oggi municipio di Craiova. Fu poi professore universitario dal 1920 al 1944 e decano della Scuola di Architettura di Bucarest dal 1940 al 1944, allora parte del Politecnico.
Constantin Iotzu intrattenne relazioni cordiali con Ion Antonescu, che gli commissionò una villa nella località montana di Predeal, mentre durante il periodo comunista fu visto con sospetto.

## Opere
Fra le opere più importanti di Constantin Iotzu vi sono:
- la Casa dell'Armata, a Brașov[2]
- l'ex Ministero della Giustizia, a Bucarest[2]
- la Casa del Corpo Didattico, a Bucarest
- il palazzo del Ministero dell'Economia Nazionale, a Bucarest[2]
- la chiesa di Sant'Eleuterio, a Bucarest[2]
- la tipografia Ramuri, a Craiova
- la Casa Albă, a Craiova
- la Biblioteca centrale universitaria a Iași[2]
- l'edificio della Banca Prahova, a Ploiești
- l'Hotel Excelsior, a Sinaia[2]
- Casa Verde (1933), sede della Guardia di Ferro, nel quartiere di Bucureștii Noi[2] e il mausoleo di Ion Moța e Vasile Marin della Casa Verde[3]

## Galleria d'immagini

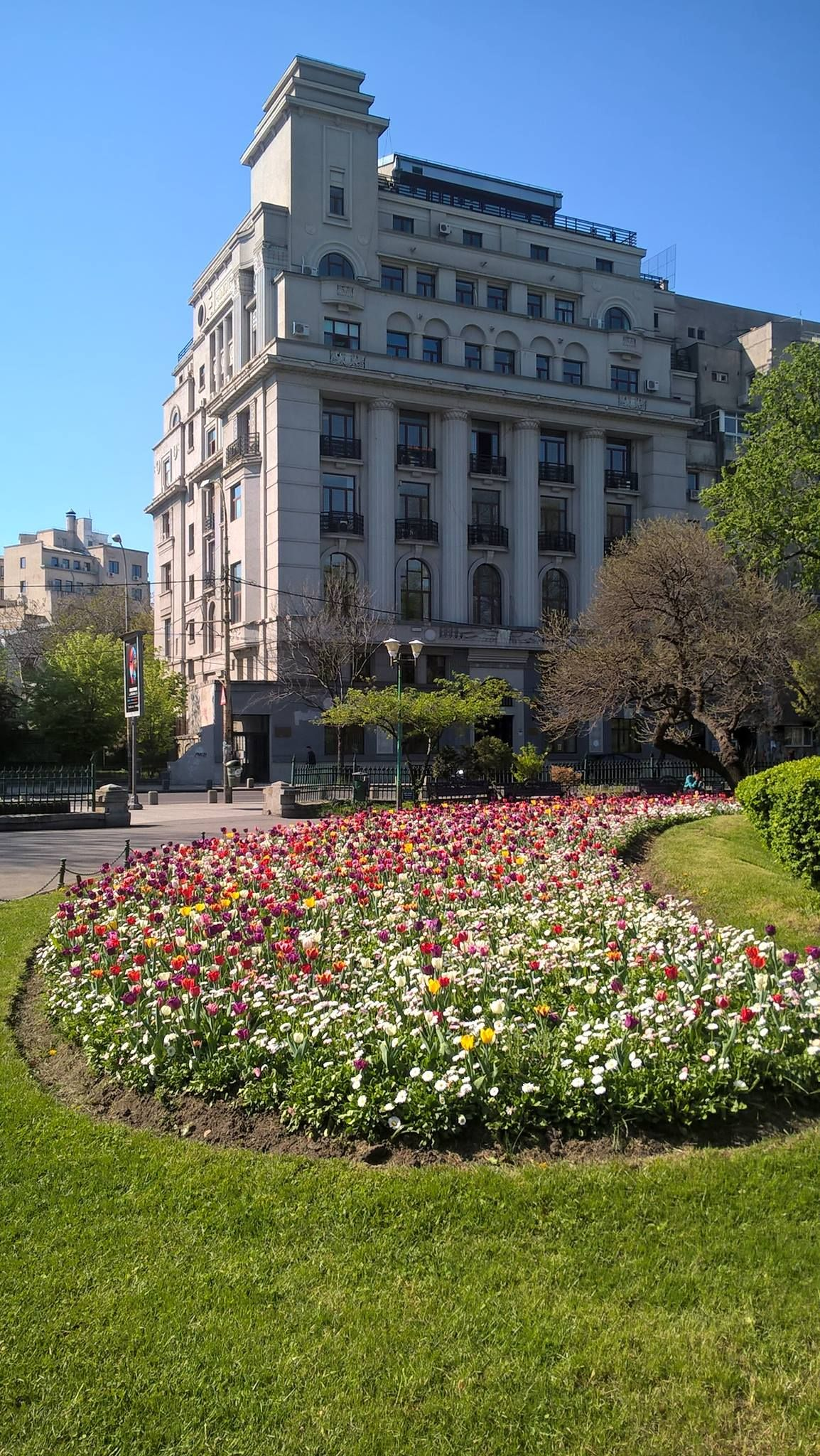
L'ex ministero della Giustizia, a Bucarest
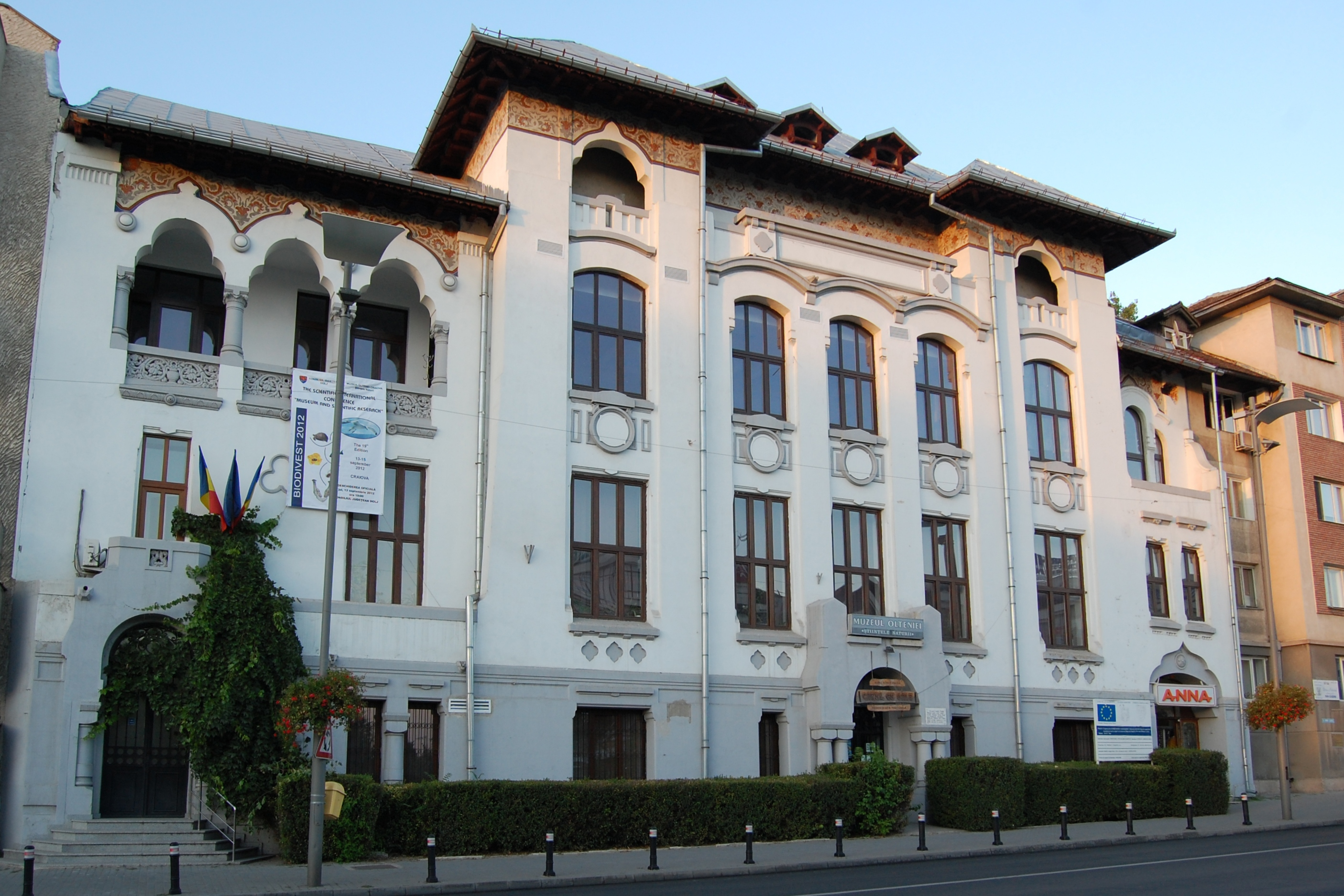
La tipografia Ramuri, a Craiova
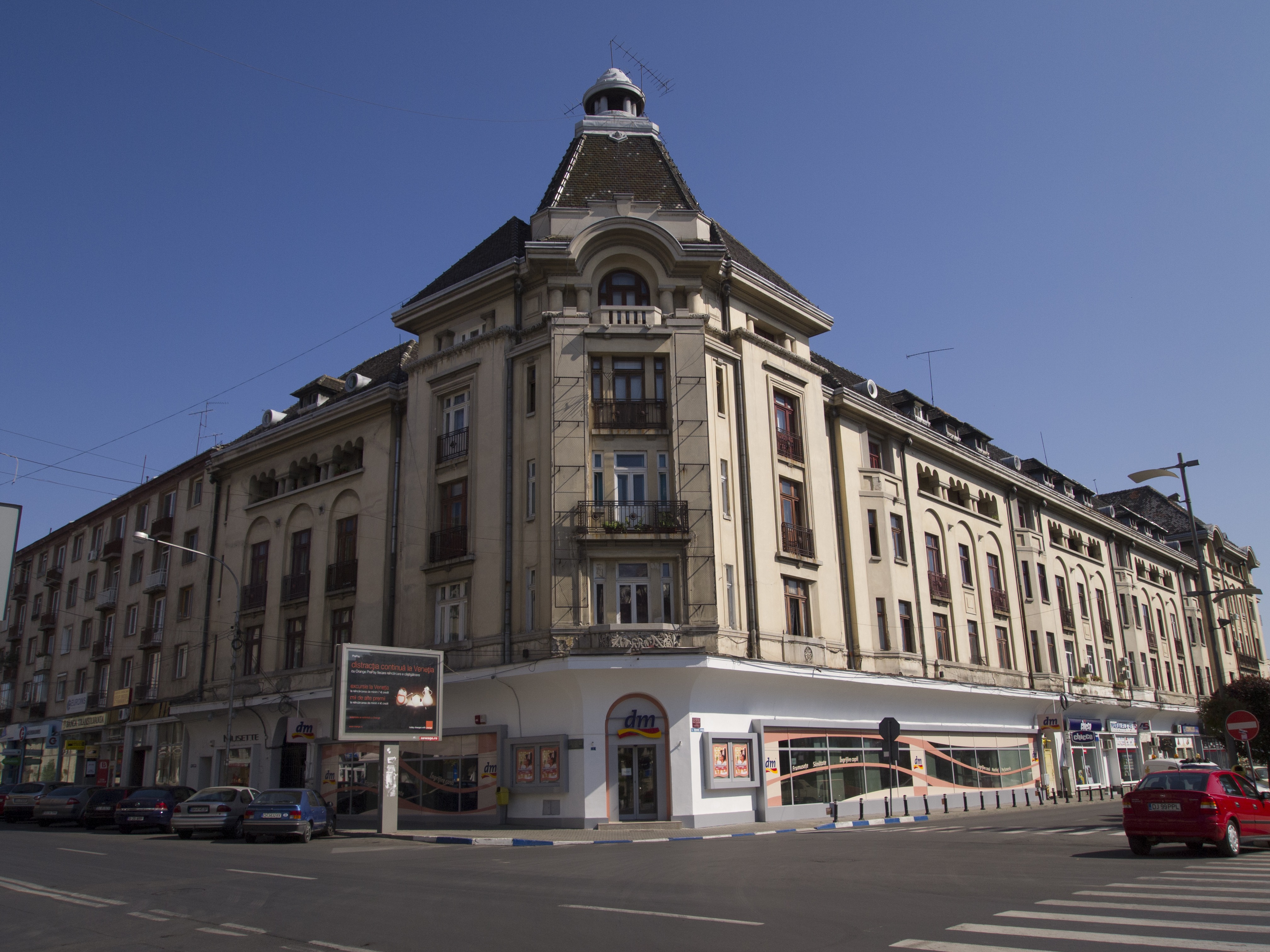
La Casa Albă a Craiova
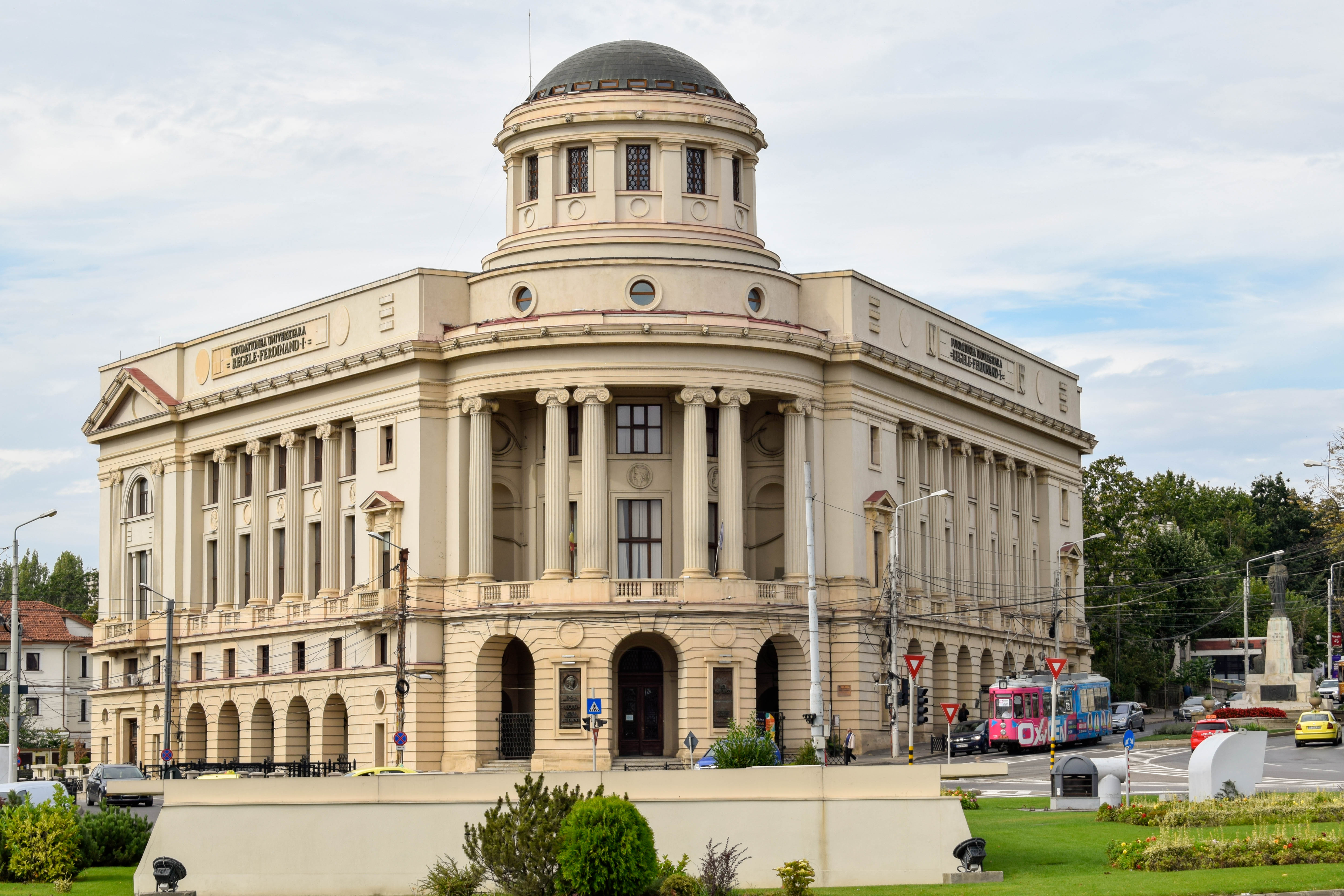
La Biblioteca centrale universitaria a Iași